# Лаузен (Базель-Ланд)
Лаузен (нім. Lausen BL) — громада  в Швейцарії в кантоні Базель-Ланд, округ Лісталь.

## Географія
Громада розташована на відстані близько 65 км на північ від Берна, 3 км на південний схід від Лісталя.
Лаузен має площу 5,6 км², з яких на 25,1% дозволяється будівництво (житлове та будівництво доріг), 23,6% використовуються в сільськогосподарських цілях, 50,4% зайнято лісами, 0,9% не є продуктивними (річки, льодовики або гори).

## Демографія
2019 року в громаді мешкало 5320 осіб (+9,7% порівняно з 2010 роком), іноземців було 28,5%. Густота населення становила 955 осіб/км².
За віковим діапазоном населення розподілялося таким чином: 19,4% — особи молодші 20 років, 61,8% — особи у віці 20—64 років, 18,8% — особи у віці 65 років та старші. Було 2300 помешкань (у середньому 2,3 особи в помешканні).
Із загальної кількості 1719 працюючих 16 було зайнятих в первинному секторі, 621 — в обробній промисловості, 1082 — в галузі послуг.